# M. d. W. d. G. b.
m. d. W. d. G. b. (typografisch korrekt mit Leerzeichen; auch mdWdGb) ist die Abkürzung für
- mit der Wahrung der Geschäfte beauftragt[2] (vor allem in Behörden gebraucht)
- mit der Wahrnehmung der Geschäfte beauftragt
- mit der Wahrnehmung der Geschäfte betraut[3] (modernerer Sprachgebrauch)

m. d. W. d. D. b. ist die Abkürzung für
mit der Wahrung der Dienstgeschäfte beauftragt (in Behörden gebraucht)
und wird als Zusatz zur Funktionsbezeichnung des vorübergehenden Amtsinhabers verwendet – nach Ausscheiden eines bisherigen Amtsinhabers aus dem Amt oder bevor ein ordentlicher Amtsinhaber förmlich berufen wird. Allgemein schreibt man auch kurz „betraut/beauftragt“ oder verwendet interimistisch (interim.), wenn der Betraute nicht schon vorher im Amt war.
Ähnliche Abkürzung: m. d. W. d. A. b. – mit der Wahrung der Amtsgeschäfte/Aufgaben beauftragt/betraut
Dem deutschen mit der Wahrnehmung der Geschäfte beauftragt entspricht das englische temporarily charged with the conduct of affairs (kurz: in charge) und das französische faisant fonction (abgekürzt f.f.).

## Beispiel
Die Amtszeit des deutschen Bundeskanzlers und seiner Minister endet gemäß Art. 69 Abs. 2 GG, wenn ein neugewählter Bundestag zusammentritt. Der Bundespräsident kann den Bundeskanzler und seine Regierung nach Art. 69 Abs. 3 GG jedoch zur Weiterführung der Geschäfte bis zur Ernennung eines Nachfolgers verpflichten. In dieser Zeit beschränken sich die Aktivitäten der Bundesregierung auf ein notwendiges Minimum, das heißt, dass keine politische Arbeit mehr erfolgt.
Lediglich 1974 gab es mit dem sofortigen Rücktritt Willy Brandts eine Ausnahme von dieser Praxis; in diesem Fall wurde sein Stellvertreter Walter Scheel mit der Weiterführung der Geschäfte beauftragt.